# И. В. Сталин и члены Политбюро среди детей в Центральном парке культуры и отдыха имени М. Горького
«И. В. Сталин и члены Политбюро среди детей в Центральном парке культуры и отдыха имени М. Горького» — картина русского и советского художника Василия Сварога (настоящая фамилия — Корочкин). Находится в собрании Государственной Третьяковской галереи.

## Сюжет картины
Картина «И. В. Сталин и члены Политбюро среди детей в Центральном парке культуры и отдыха имени М. Горького» была создана Василием Сварогом для советского павильона на Всемирной выставке в Нью-Йорке в 1939 году.
В 20-х числах июня 1935 года советские газеты на первых страницах сообщали, что 20 июня около 17.00 Центральный парк культуры и отдыха имени Горького посетили руководители партии и правительства: секретарь ЦК ВКП(б), член Политбюро и оргбюро ЦК Иосиф Сталин, Председатель Совета Народных Комиссаров СССР Вячеслав Молотов, народный комиссар путей сообщения СССР Лазарь Каганович, народный комиссар тяжёлой промышленности СССР Серго Орджоникидзе, член Политбюро ЦК ВКП(б) Андрей Андреев и председатель Комиссии партийного контроля при ЦК ВКП(б) Николай Ежов. Руководители страны прогулялись по парку и осмотрели недавно построенную набережную. Дети, гулявшие в парке, сразу узнали советских руководителей и окружили их сплошной стеной. Они сопровождали высоких гостей всё время, пока те находились в парке. Руководители партии и советского государства беседовали с детьми, при этом дети, по сообщению прессы, «непринужденно и весело разговаривали с ними». Продолжив осмотр территории Парка, члены Политбюро встретились с рабочими, отдыхавшими там. Рабочие, по словам средств массовой информации, «восторженно приветствовали любимого вождя партии и рабочего класса т. Сталина и его ближайших соратников». Во время визита в парке был летний сезон (он продолжался примерно с мая по октябрь), зимний же сезон начинался с декабря и заканчивался в апреле.
Визит Сталина в сопровождении Молотова, Кагановича, Орджоникидзе, Андреева и Ежова 20 июня 1935 года художник Василий Сварог запечатлел спустя четыре года — в 1939 году на своей картине «И. В. Сталин и члены Политбюро среди детей в Центральном парке культуры и отдыха имени М. Горького». По мнению доктора исторических наук Катарины Кухер, это указывает на важность парка культуры для руководства страны. При этом живописец несколько изменил состав высоких гостей. В центре, «словно купаясь в лучах солнца», по словам культуролога, изображён Сталин в белом френче, рядом с ним находятся Молотов, Каганович, председатель ЦИК СССР от РСФСР Михаил Калинин (он изображён в народном костюме, Калинина не было на исторической встрече с детьми), народный комиссар обороны СССР Климент Ворошилов и первый секретарь Ленинградского обкома и горкома ВКП(б) Андрей Жданов (оба они также не присутствовали во время реального посещения парка) в окружении детей.
Автор картины — Василий Сварог — был хорошо знаком со многими руководителями советского государства и партии в 30-е годы. Он был близким другом председателя Комиссии советского контроля при Совете народных комиссаров СССР Валериана Куйбышева и регулярно играл с ним в шахматы. Куйбышев, по свидетельству художника, давал ему советы во время создания ряда картин — портретов крупных государственных деятелей.

## Картина в собрании Третьяковской галереи
В настоящее время картина «И. В. Сталин и члены Политбюро среди детей в Центральном парке культуры и отдыха имени М. Горького» входит в состав собрания Государственной Третьяковской галереи. Инвентарный номер картины — 28370. Техника исполнения полотна — масляная живопись по холсту. Размер картины — 200×300 см.
Картина неоднократно экспонировалась на крупных выставках. В частности, в 1948 году она была представлена на персональной выставке в Москве в память два года назад умершего автора. Она экспонировалась также на выставке «Романтический реализм. Советская живопись 1925—1945 годов» в московском Манеже, подготовленной в 2015 году музейно-выставочным центром «Росизо» при поддержке Министерства культуры Российской Федерации. Министр культуры Владимир Мединский рассказал о восьми полотнах соцреализма, представленных на выставке, в кратком обзоре для газеты «Известия». Среди них была и картина Василия Сварога.
В 2012 году в Республике Конго тиражом 10 экземпляров была выпущена в серии «Шедевры Третьяковской Галереи» серебряная монета (925 проба) «И. В. Сталин и члены Политбюро среди детей в Центральном парке культуры и отдыха имени М. Горького в Москве». Номинальная стоимость монеты — 240 франков, размер — 46×35 мм, вес — 31,10 грамм, качество — Proof.

## Художественные особенности картины
В советской культуре искусственно создавалась в 1930-е годы атмосфера «веселья» и «радости». На это состояние указывала и получившая широкую известность сталинская фраза: «Жить стало лучше, товарищи. Жить стало веселее». Различные виды и жанры искусства советского государства источали бодрость, оптимизм, здоровье и непреходящую жизнерадостность. Большим счастьем для советского ребёнка воспринималась возможность увидеть партийных вождей во главе с самим И. В. Сталиным, который считался лучшим другом детей.
Дети на картине Василия Сварога символизировали различные народы Советского Союза (это зрители должны были определить по чертам лица и костюмам ребят, а также по атрибутам пионерской организации). На заднем плане художник изобразил Москву-реку и построенный между запечатлённой на полотне встречей и созданием картины Крымский мост. Также там видны набережная парка с двумя автомобилями и башня для прыжков с парашютом. По мнению Катарины Кухер, картина изображает советскую идиллию
Министр культуры РФ, доктор политологии и исторических наук Владимир Мединский в обзоре картины «Сталин и члены Политбюро среди детей в Центральном парке культуры и отдыха имени М. Горького» отмечал, что название работы не отражает действительного её содержания. Он допускал, что встреча Сталина с детьми в парке культуры и отдыха действительно могла произойти. Однако, с его точки зрения, на полотне это событие приобретает признаки «позитивного и светлого мифа». С его точки зрения, подобную сцену нельзя воспринимать как «пропагандистскую выдумку». По мнению министра, именно таким и было настроение населения страны, где дети были рождены, «чтоб сказку сделать былью», а парк Горького действительно стал «идеальным парком мечты того времени». Сияние на полотне озаряет не только лица и фигуры, оно распространяется ещё и на пейзаж. Происходящее воплощает, в соответствии с представлениями эпохи, мечты о единении власти и народа.